# マッサコリ
マッサコリ（フランス語: Massakory）はチャドの町である。ハジェル＝ラミ州の州都である。